# Olínticas
Las Olínticas fueron tres discursos de carácter político, todos ellos pronunciados por el político y orador ateniense Demóstenes. Los discursos fueron motivados por los acontecimientos políticos y militares de la época: en 349 a. C. Filipo II de Macedonia atacó Olinto, que por entonces era una polis aliada de Atenas. En las Olínticas, pronunciadas en 349 a. C., Demóstenes instaba a sus compatriotas de Atenas a la defensa de Olinto.

## Situación histórica
Cuando Filipo II llegó al trono de Macedonia se puso de lado de la Liga Calcídica, pero tras la conquista de Anfípolis y la expansión macedonia en Tracia, Filipo buscó la eliminación de ésta y la destrucción de la más poderosa de las ciudades que la componían, Olinto. Sus ciudadanos vieron venir el peligro que ello suponía, y llegaron a un acuerdo con los atenienses, que habían sido antiguos enemigos hasta entonces. En 350 a. C., Filipo ya había logrado tomar treinta y dos ciudadas de la Liga. Al año siguiente Olinto envió sucesivas delegaciones a Atenas, solicitando desesperadamente su ayuda militar, pero los atenienses no mostraban una verdadera intención de embarcarse en una operación militar tan lejos de su ciudad.

## Contenido de los discursos
En su Primera Olíntica, Demóstenes exhortaba a los atenienses a votar a favor de una expedición inmediata, a prepararse inmediatamente para su salida y a enviar embajadores que determinaran sus intenciones y estuviesen al tanto de los eventos que se fueran produciendo. Luego propuso la reforma de un "fondo teórico" (Theorika en la que el estado financiaba a los atenienses más pobres para que pudieran asistir a los festivales dramáticos). En la Segunda Olíntica el orador expresaba su disgusto por la posición dubitativa de sus paisanos y por el hecho de que permanecieran sin hacer nada. También insistía en que Filipo no era invencible. En la Tercera Olíntica insultaba a Filipo, caracterizándole como un "bárbaro" y avisaba a sus compatriotas de que el rey de Macedonia sería rápido a la hora de aprovechar su oportunidad. Reclamó dos expediciones diferentes: una fuerza militar que fuera enviada a rescatar Olinto, y una segunda fuerza tanto militar como naval, que atacase el territorio de Filipo. Finalmente exigió una mejor utilización del dinero público para conseguir el éxito en la misión.
A pesar de los avisos de Demóstenes, los atenienses decidieron embarcarse en una guerra inútil contra Eubea y no ofrecieron apoyo militar a Olinto. Cuando decidieron poner en práctica alguna de sus sugerencias había pasado el momento adecuado, y las tropas no estaban bien preparadas.

## Valoración
La Tercera Olíntica es considerada como el mejor de los tres discursos, y uno de los mejores discursos de carácter político de Demóstenes. Esto se debe a la audacia en la que expresa ideas políticas y la variedad de medios oratóricos y expresiones. Las tres Olínticas demuestran el espíritu apasionado del político ateniense y su ferviente deseo de motivar a sus paisanos.